# Mount Eaton
Mount Eaton és una població dels Estats Units a l'estat d'Ohio. Segons el cens del 2000 tenia 246 habitants.

## Demografia
Segons el cens del 2000, Mount Eaton tenia 246 habitants, 89 habitatges, i 60 famílies. La densitat de població era de 593,6 habitants per km².
Dels 89 habitatges en un 36% hi vivien nens de menys de 18 anys, en un 61,8% hi vivien parelles casades, en un 4,5% dones solteres, i en un 31,5% no eren unitats familiars. En el 28,1% dels habitatges hi vivien persones soles el 10,1% de les quals corresponia a persones de 65 anys o més que vivien soles. El nombre mitjà de persones vivint en cada habitatge era de 2,76 i el nombre mitjà de persones que vivien en cada família era de 3,46.
Per edats la població es repartia de la següent manera: un 28,9% tenia menys de 18 anys, un 12,2% entre 18 i 24, un 26,8% entre 25 i 44, un 21,5% de 45 a 60 i un 10,6% 65 anys o més.
L'edat mediana era de 32 anys. Per cada 100 dones de 18 o més anys hi havia 103,5 homes.
La renda mediana per habitatge era de 45.357 $ i la renda mediana per família de 46.827 $. Els homes tenien una renda mediana de 32.188 $ mentre que les dones 23.333 $. La renda per capita de la població era de 16.939 $. Cap de les famílies i el 0,4% de la població estaven per davall del llindar de pobresa.

## Poblacions més properes
El següent diagrama mostra les poblacions més properes.